# Nick Novak
Nicholas Cole Novak, (nacido el 10 de julio de 1990 en Murrysville (Pensilvania)) es un jugador de baloncesto estadounidense. Con 1.82 de estatura, su puesto natural en la cancha es la de base. Actualmente juega para el Vitória de Guimarães de la Liga Portuguesa de Basquetebol.

## Trayectoria
Es un base formado en las filas del Pitt-Johnstown Mountain Cats de la NCAA-2 donde jugaría durante cuatro temporadas, hasta la 2012-13. Años más tarde, daría el salto a Europa para jugar en Alemania y en el Ovarense Dolce Vita de Portugal, realizando una media de 20 puntos por encuentro.
Al comienzo de la temporada 2017-18, formó parte de la plantilla del SCM CSU Craiova, de la liga rumana, donde participó en 11 encuentros, promediando 2,4 puntos y 1,5 asistencias.
En febrero de 2018, se incorpora a las filas del Unión Financiera Baloncesto Oviedo,  para cubrir la plaza del lesionado Fran Cárdenas.